# Маркелиус, Свен
Свен Маркелиус (швед. Sven Markelius, 25 октября 1889, Стокгольм — 24 февраля 1972) — шведский архитектор.

## Биография
В 1910-е годы учился в Высшей технической школе и Академии художеств в Стокгольме.
Участвовал в создании архитектурной части известной Стокгольмской выставки 1930 года.
Один из соавторов манифеста Acceptera!, призывавшего к функционализму, стандартизации и массовому производству.
В 1944—54 главный архитектор Стокгольма. С начала 50-х годов Маркелиус руководил разработкой и осуществлением генерального плана Стокгольма, в основе которого лежит принцип полуавтономных районов, разделённых зелёными зонами.

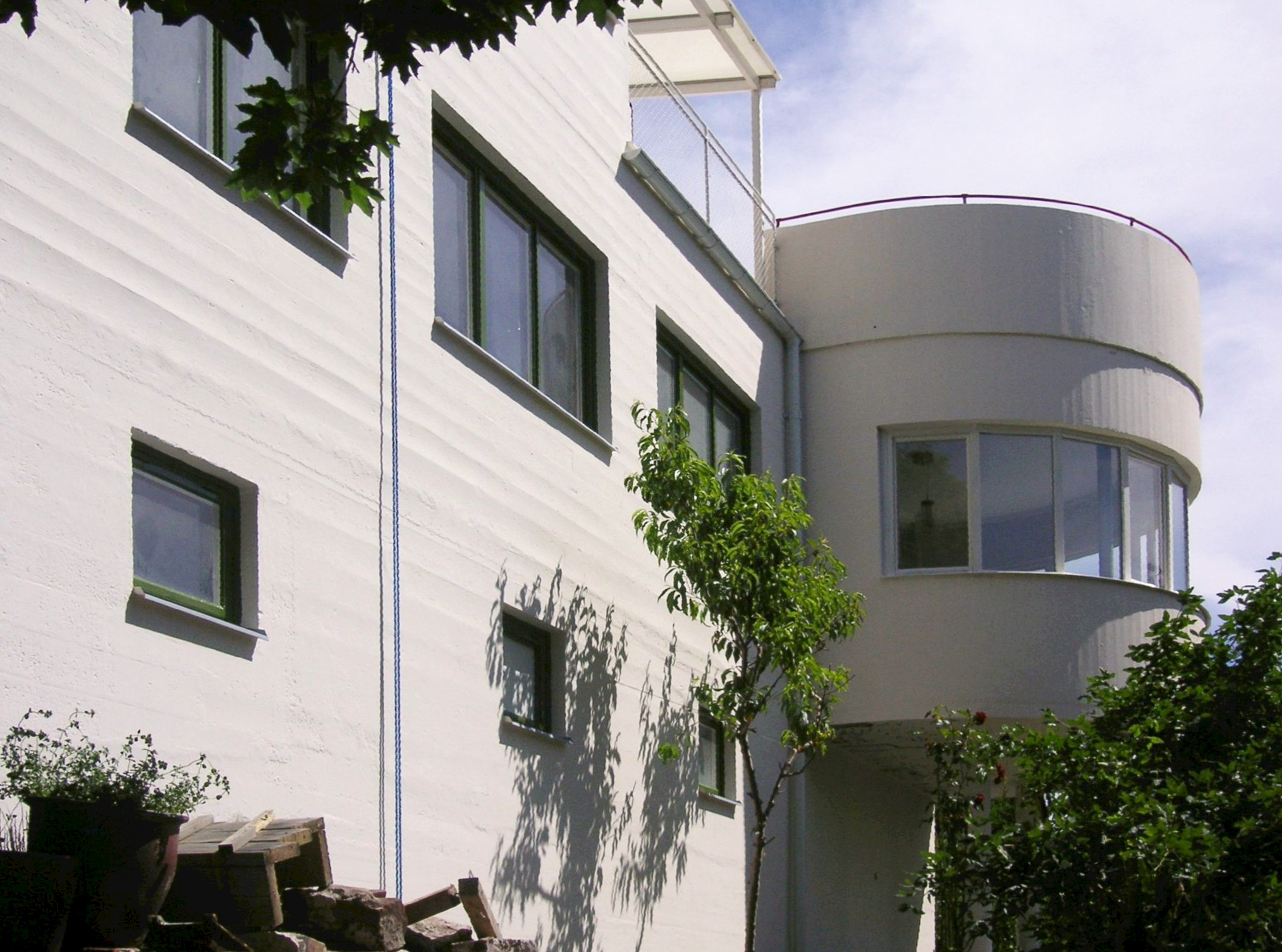
Вилла Маркелиус (1930)
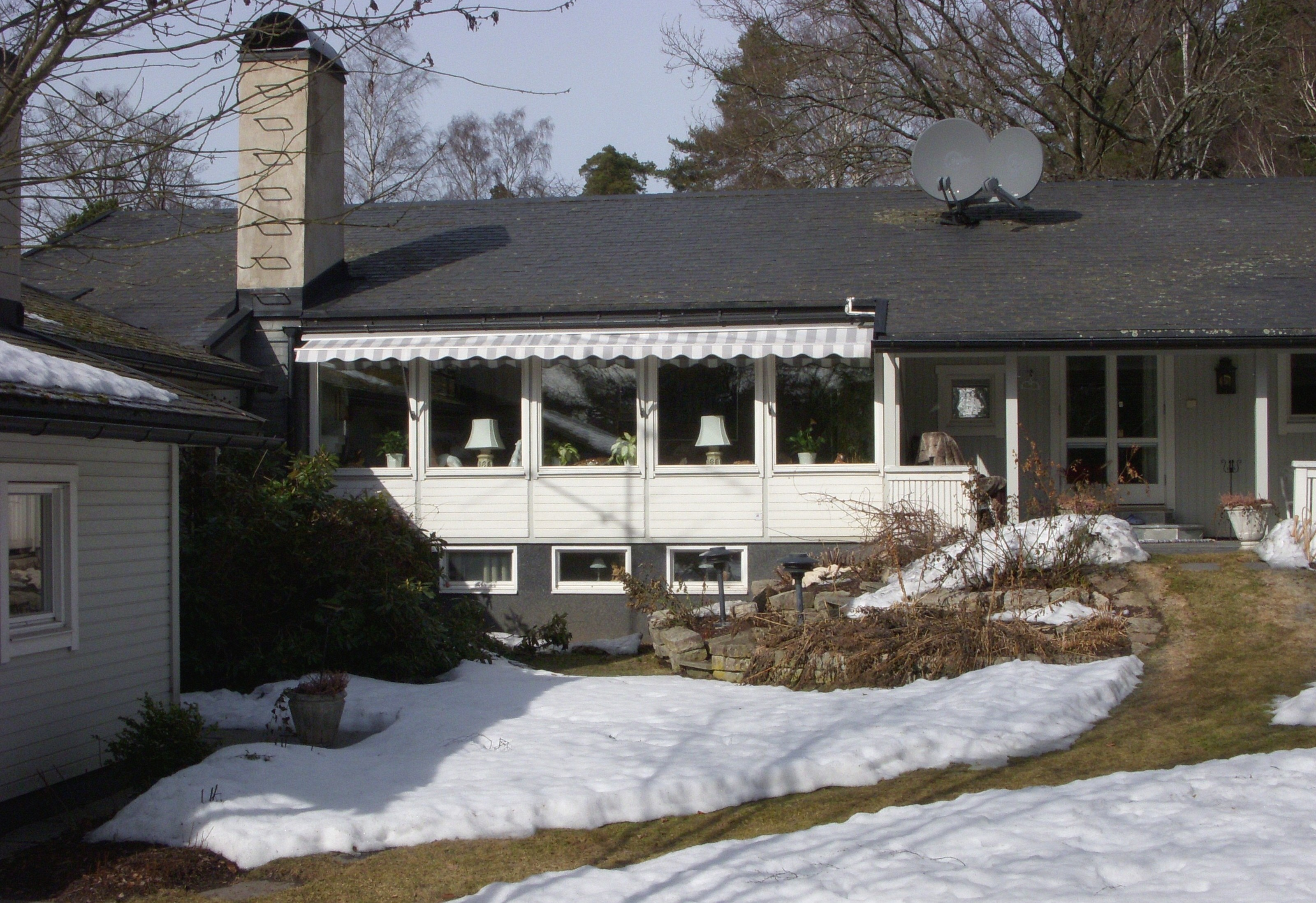
Вилла Маркелиус (1945)
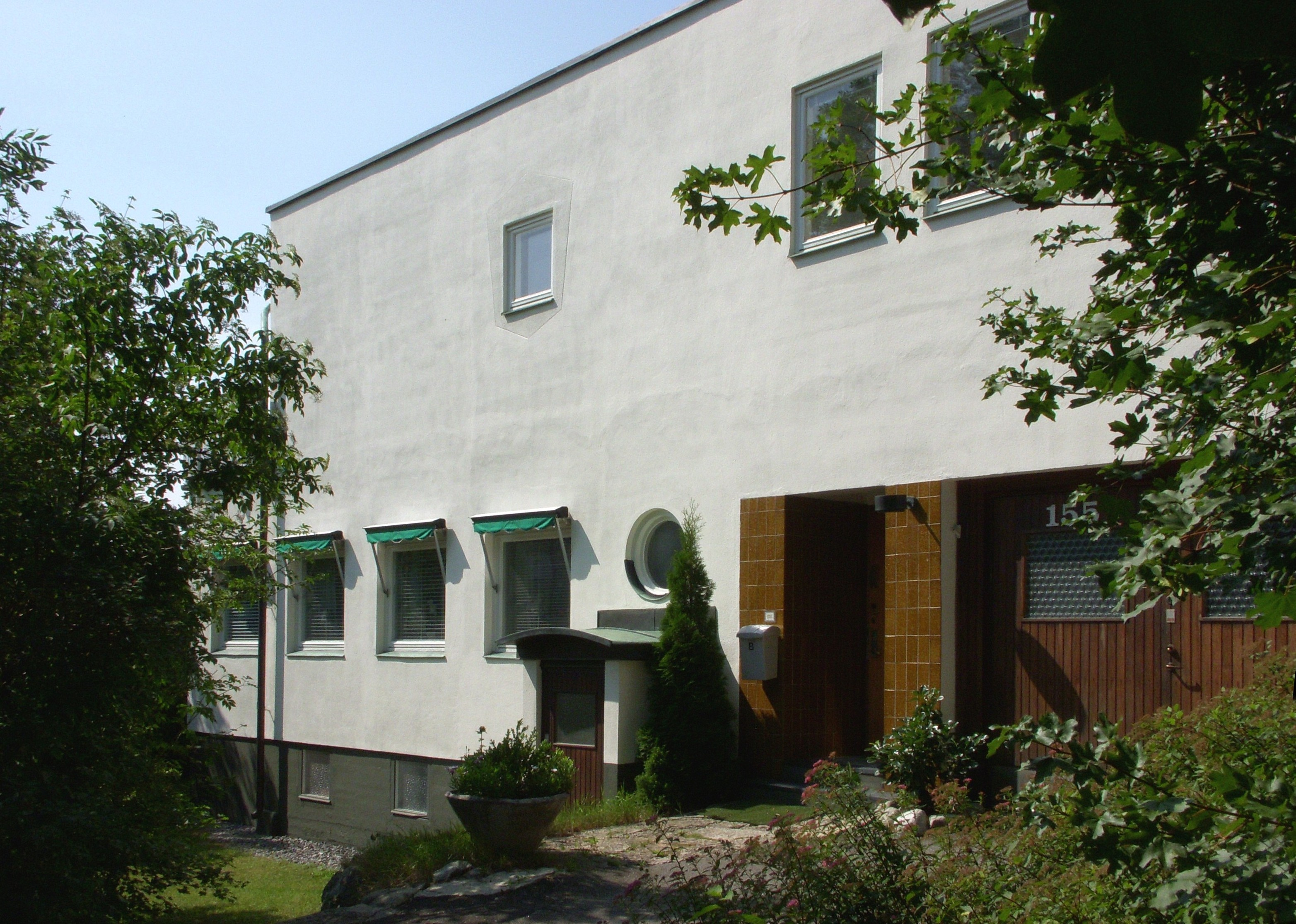
Вилла Мюрдаль
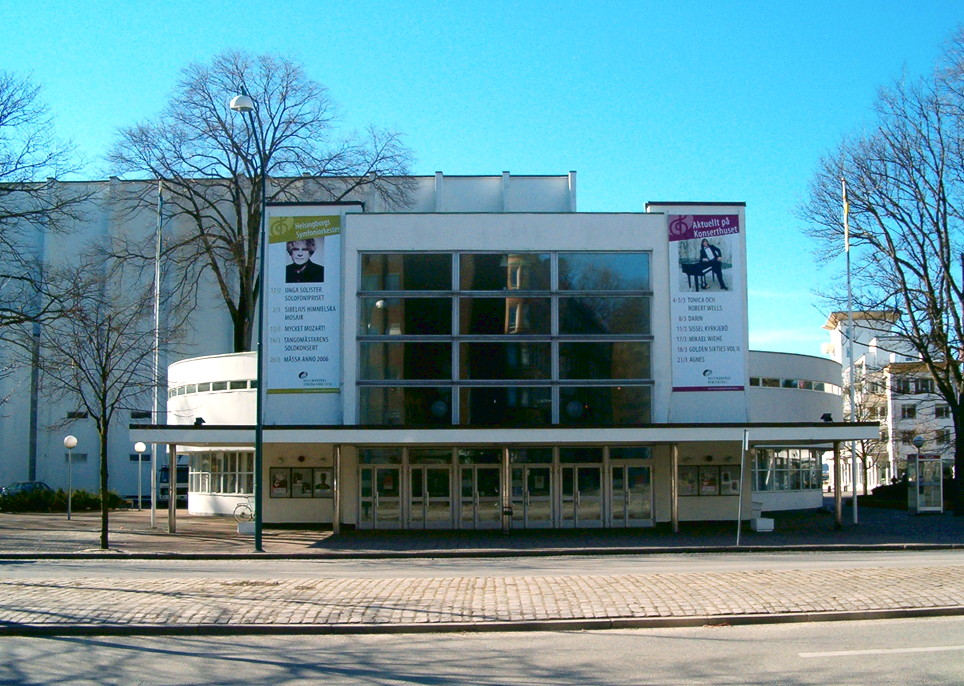
Концертный зал в Хельсингборге, 1932
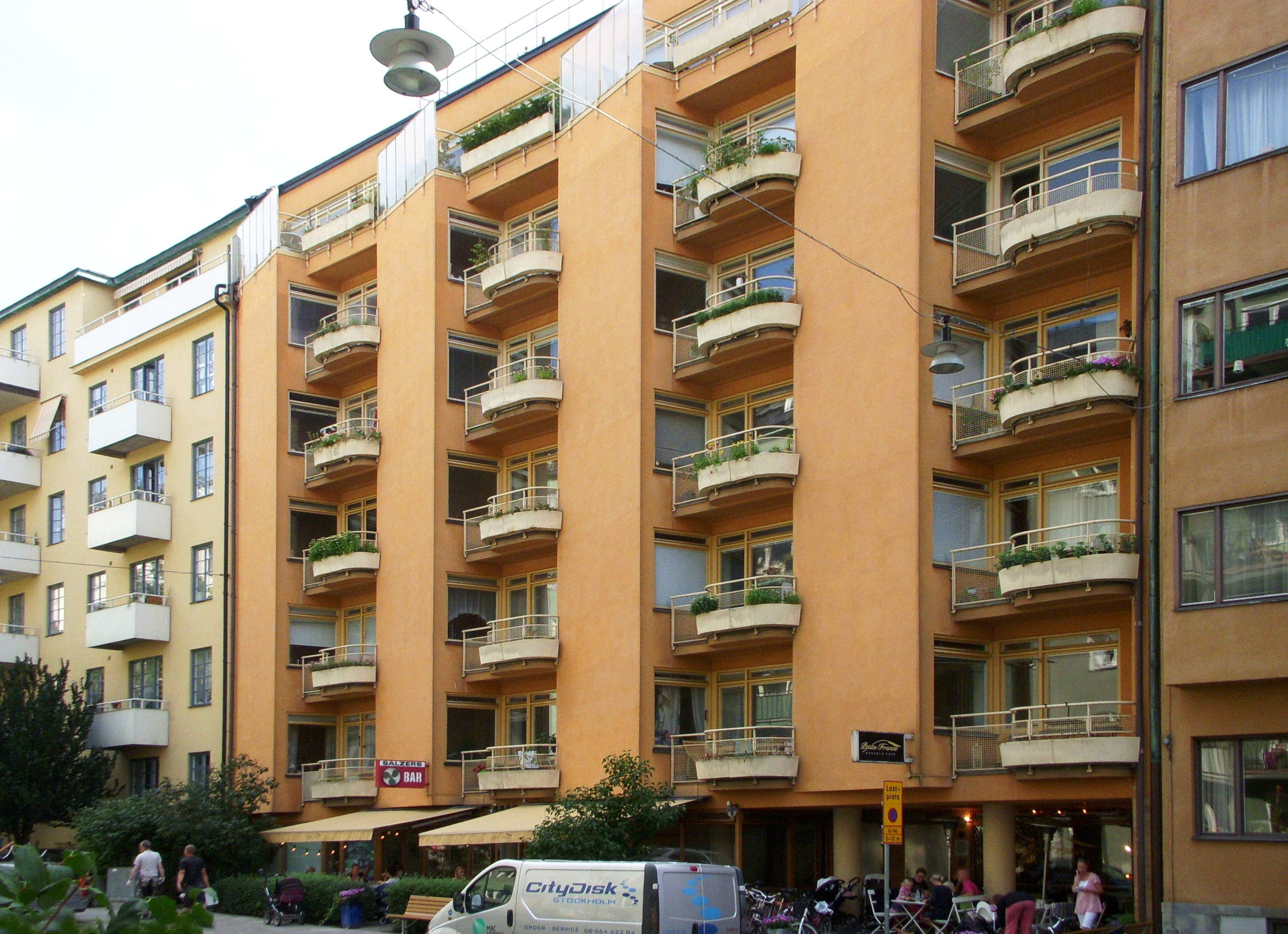
Kollektivhuset
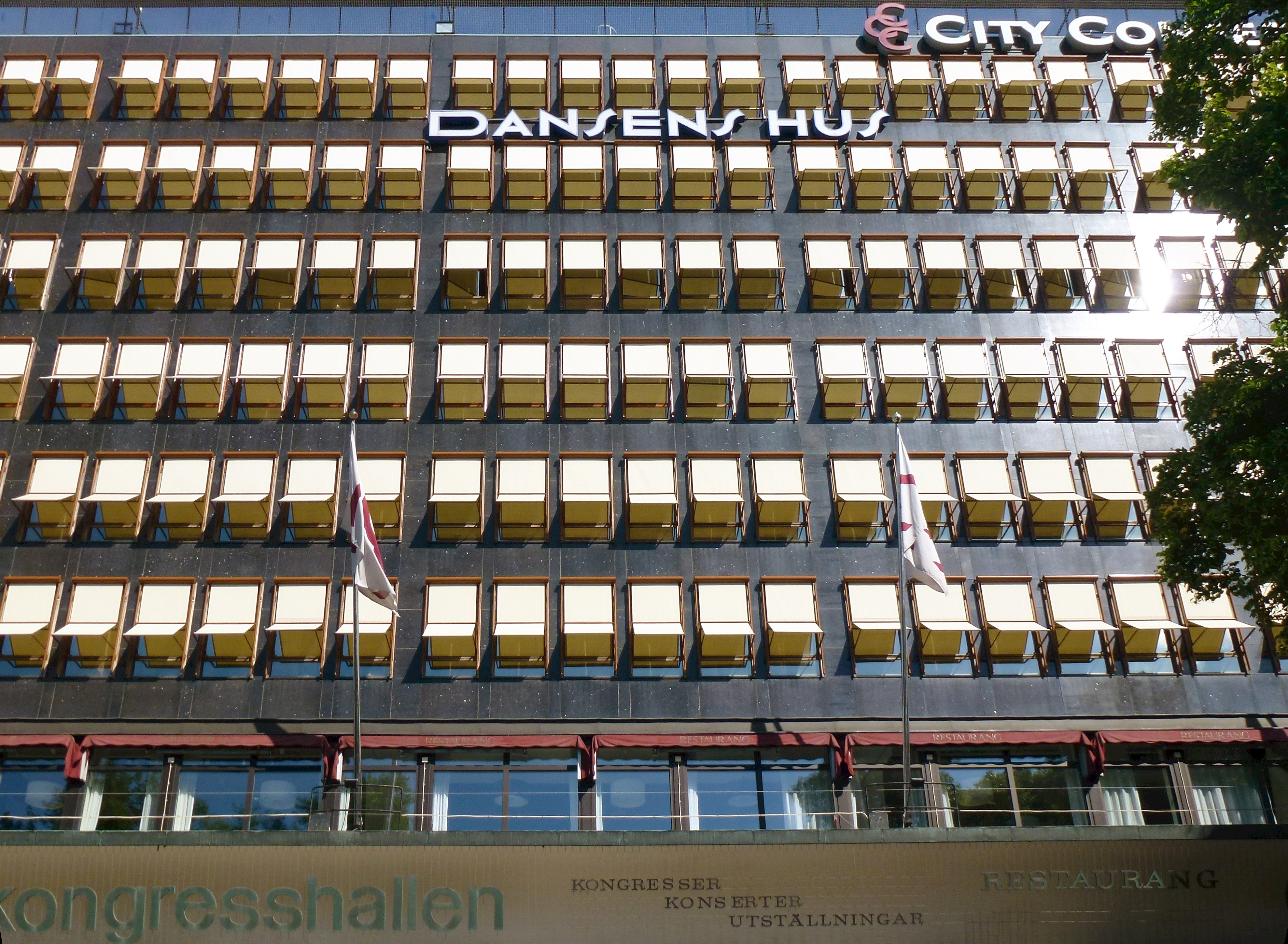
Народный дом в Стокгольме
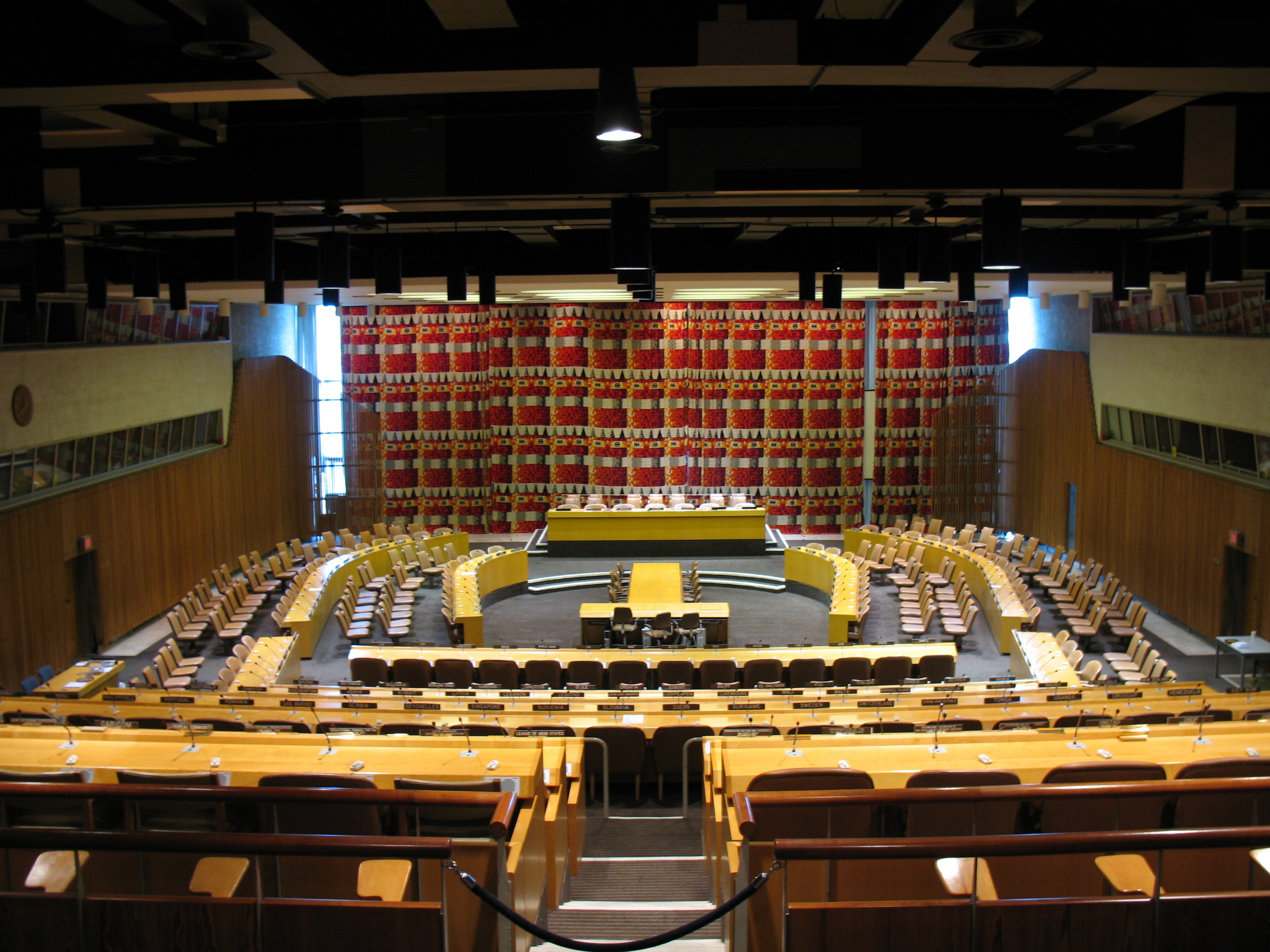
Зал Экономического и социального совета ООН
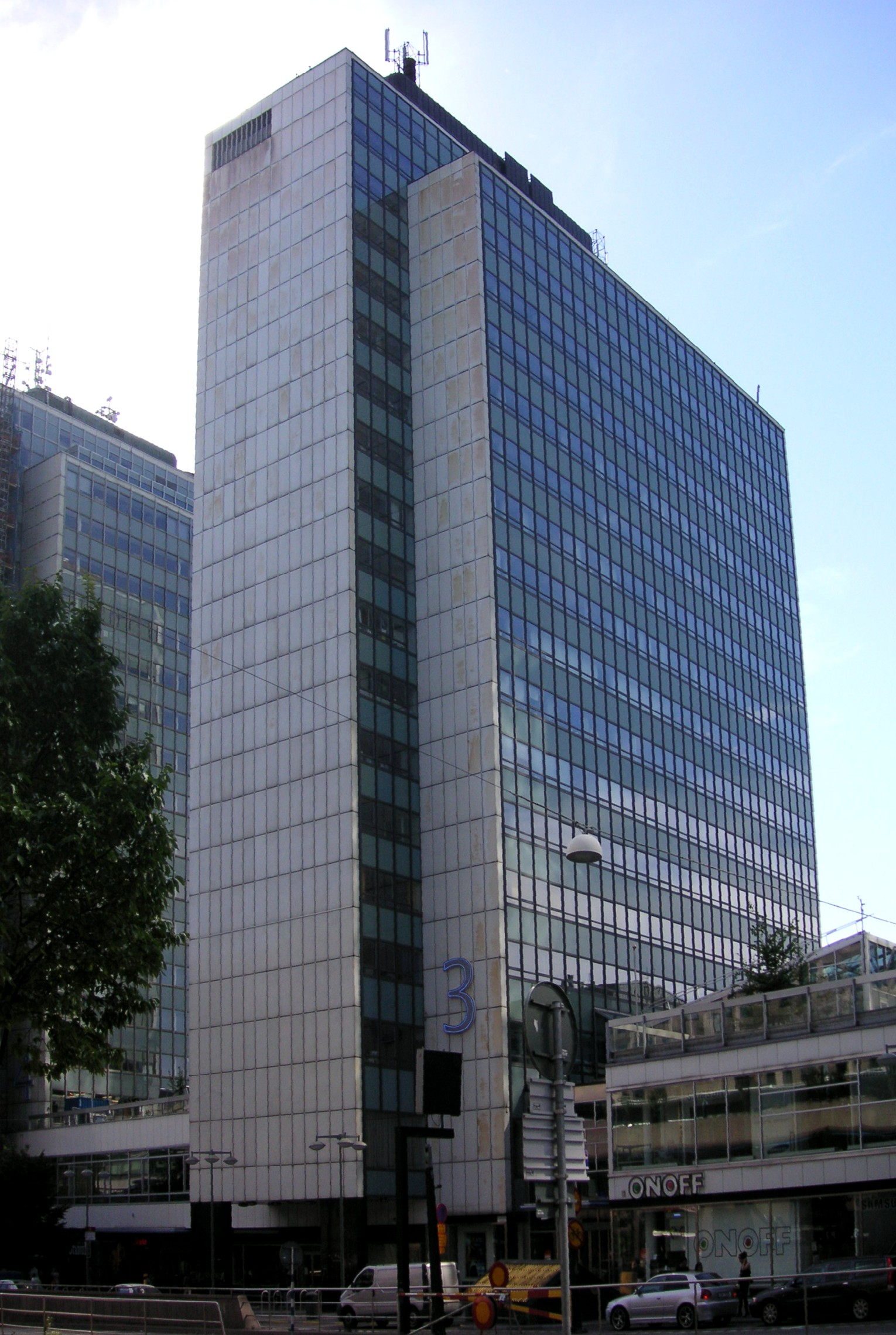
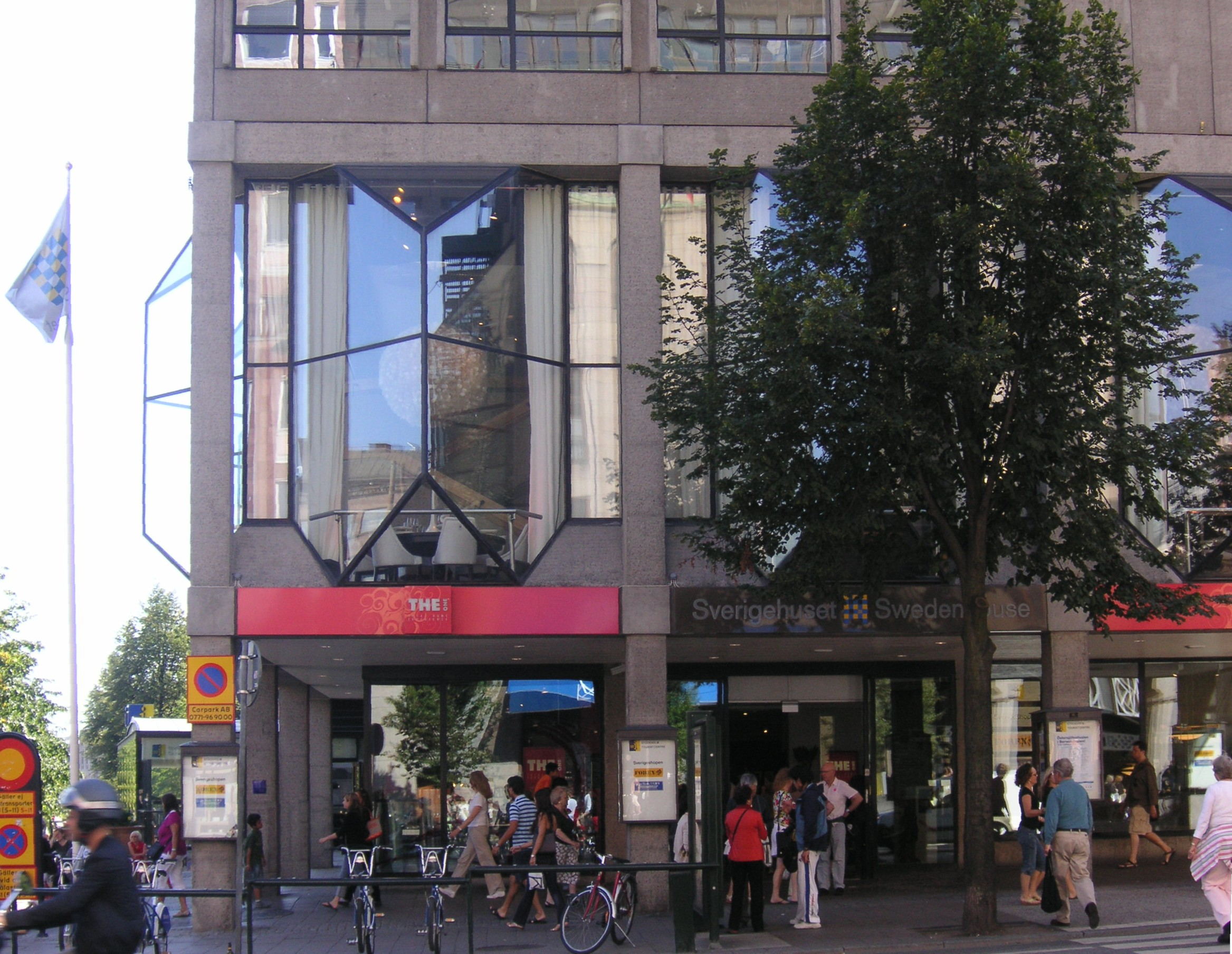
Дом Швеции в Стокгольме
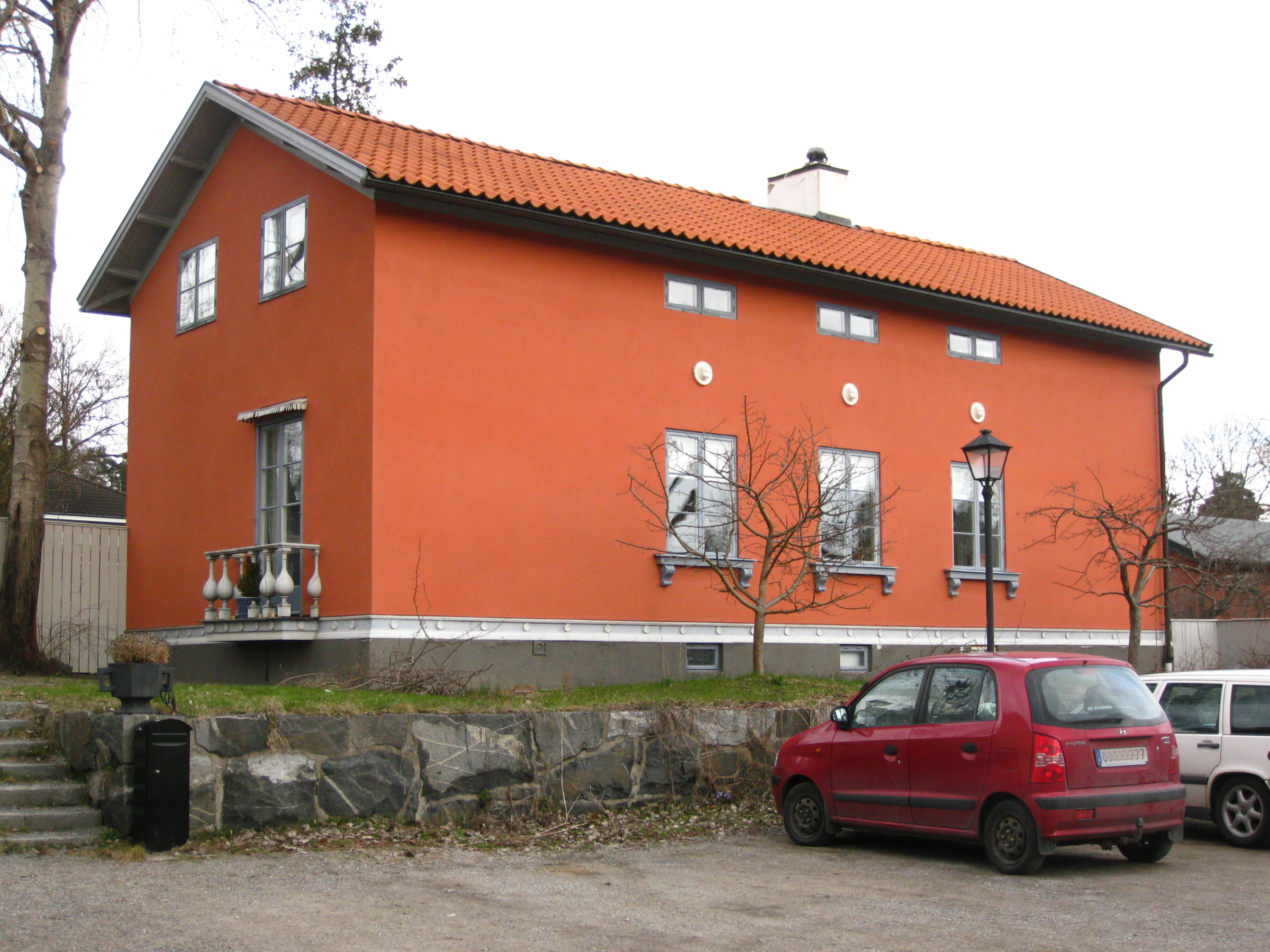
Villagatan 10, Lidingö